# Anastassija Alexandrowna Illarionowa
Anastassija Alexandrowna Illarionowa (russisch Анастасия Александровна Илларионова, wiss. Transliteration Anastasija Aleksandrovna Illarionova; * 28. März 1999 in Ussurijsk, Russland) ist eine russische Handballspielerin, die für den russischen Erstligisten PGK ZSKA Moskau aufläuft.

## Karriere

### Im Verein
Illarionowa wurde in Ussurijsk in der Region Primorje geboren. Im Alter von zweieinhalb Jahren zog sie mit ihrer Familie nach Istra. Dort erlernte sie das Handballspielen. Später schloss sie sich Swesda Swenigorod an. Ab der Saison 2016/17 lief die Kreisläuferin für die Damenmannschaft in der höchsten russischen Spielklasse auf. Zur Saison 2020/21 wechselte Illarionowa zum Ligakonkurrenten PGK ZSKA Moskau. Mit ZSKA gewann sie 2021 die russische Meisterschaft. Im Januar 2022 wurde Illarionowa bis zum Saisonende 2021/22 an den Erstligisten GK Astrachanotschka ausgeliehen. Sie gewann mit ZSKA 2023, 2024 und 2025 die russische Meisterschaft sowie 2023 und 2024 den russischen Pokal.

### In der Nationalmannschaft
Illarionowa lief anfangs für die russische Jugendnationalmannschaft auf, mit der sie 2016 die Goldmedaille bei der U-18-Weltmeisterschaft gewann. Mit der russischen Juniorinnennationalmannschaft gewann sie 2017 die Silbermedaille bei der U-19-Europameisterschaft, die der Mannschaft jedoch später wegen eines Dopingverstoßes aberkannt wurde. Bei der U-20-Weltmeisterschaft 2018 belegte sie mit Russland den vierten Platz. Mittlerweile gehört sie dem Kader der  russischen Nationalmannschaft an. Mit Russland gewann sie die Bronzemedaille bei der Weltmeisterschaft 2019. Im darauffolgenden Jahr belegte sie den fünften Platz bei der Europameisterschaft.